# 右师
右師，是中國古代官名，春秋時期為宋國的卿，與左师一起執政。與司馬、司徒、司城、司寇並稱“六师”。前619年，公子成为右师；前576年，华元为右师；前520年以後，右、左师之位次於司馬、司徒、司城；前468年，右师又为正卿，皇缓为右师。